# Zvonice ve Vyskytné
Dřevěná zvonice stojí na jihozápad od kostela Jména Panny Marie v obci Vyskytná v okrese Pelhřimov a je kulturní památkou České republiky. Zvonice náleží římskokatolické farnosti Vyskytná pelhřimovského vikariátu českobudějovické diecéze.

## Historie
Kdy zvonice vznikla není známo, údaje o vzniku mluví o období od 13. století a později. Přestavba byla pravděpodobně v 17. století, ze které je zvonová stolice, nebo v druhé polovině 18. století. V období 2010–2011 byla provedena kompletní obnova v hodnotě cca 570 000 Kč za přispění farnosti (cca 107 000 Kč) obce (cca 200 000 Kč) a kraje Vysočina (265 000 Kč). V roce 2021 byl proveden kompletní nátěr konstrukce, opět za finanční pomoci kraje.

## Popis
Zvonice je volně stojící dřevěná dvoupatrová stavba postavena na vysoké kamenné podezdívce na půdorysu čtverce. Podezdívku tvoří valounkové zdivo kladené nasucho. Dřevěná konstrukce je štenýřová s vloženou vzpěradlovou konstrukcí. Vnější plášť, který je rozdělen na dvě patra, je šalován dřevěnými prkny. Zvonice má jehlanovou střechu s námětky ukončenou makovičkou a křížem. Krytinu tvoří šindel. Do zvonice se vstupuje dřevěným portálkem.

## Zvony
Na zvonové stolici byly zavěšeny tři zvony. V období první světové války na jaře roku 1917 byl rekvírován nejstarší zvon z roku 1484. V soupisu památek historických a uměleckých v politickém okresu pelhřimovském od Josefa Soukupa z roku 1903 jsou uváděny tři zvony. Menší zvon o průměru 0,60 m a výšce 0,48 m měl reliéf Krista na kříži a pod ním Panny Marie Bolestné. V koruně měl nápis :
„GOSS MICH ANTONI PEGL IN BVDWEIS ANNO 1764“ (ulil mě Antoni Pegl v roce 1764) a na plášti byl nápis: „LETHA PANIE 1638 SLIT GEST TENTO ZWON KE CZTI A CHWALE BOZŸ KOSTELU W : SWATEHO MIKOLASSE NAKLADEM ZADUSSŸ“  Zvon ulil v roce 1764 zvonař Antonín Pogl (zemřel v roce 1772) ze Znojma, který se usadil v Českých Budějovicích v roce 1752.
Větší nejstarší zvon byl vysoký 0,70 m o průměru 0,80 m  s nápisem kolem koruny:
„Leta bozeho tisiceho čtyrsteho osmdesateho cztvrteho udielan tento zvon k svatemu Mikulassu“ (volný přepis) a reliéf svatého Mikuláše.
Tyto zvony včetně zvonu z roku 1925 byly rekvírovány buď za první nebo za druhé světové války.
Ve zvonici jsou dva zvony. Zůstal zvon svatý Prokop z roku 1555, který je vysoký 0,80 m a má průměr jeden metr. Jsou na něm dva nápisy, první je uveden kolem koruny:
„Tento zvon udělán jest, proto, aby [j]inde věděli, kdy na slovo se boží [sc]házeti mají“
a druhý nápis:
„Tento zvon dělán jest ke cti a k chvále Pánu Bohu a ku připomínání Svatému Purokopovi [!] 1555“
Je na něm reliéf svatého Prokopa a Mikuláše. Od roku 1999 má elektrický pohon.
Druhý zvon Maria je z roku 1952. Je na něm nápis:
„Pomocnice křesťanů, oroduj za nás“ Na tento umíráček se zvoní jen při úmrtí občanů.

### Pověst o zvonu
Jedna z pověstí vypráví o přadleně, která při máchání příze nalezla v potoce zvon. Pomocí sousedů zvon zavěsili ve zvonici. Pro jeho krásný hlas, který byl slyšet široko daleko, jej záviděli jihlavští. Ti se usmysleli a pak provedli krádež zvonu. Zavěsili jej v Jihlavě do věže u svatého Jakuba. Když druhý den chtěli zvonit, zjistili, že zvon tam není. Zvon uletěl zpátky do Vyskytné a tam zvonil.